# ديك اولسون
ديك اولسون (بالسويدية: Dick Olsson)‏ هو سائق سباق سويدي، ولد في 19 مارس 1987.